# Самміт (Нью-Джерсі)
Самміт (англ. Summit) — місто (англ. city) в США, в окрузі Юніон штату Нью-Джерсі. Населення — 22 719 осіб (2020).

## Географія
Самміт розташований за координатами 40°42′56″ пн. ш. 74°21′53″ зх. д. / 40.71556° пн. ш. 74.36472° зх. д. (40.715622, -74.364684).  За даними Бюро перепису населення США в 2010 році місто мало площу 15,66 км², з яких 15,53 км² — суходіл та 0,13 км² — водойми.

## Демографія
Згідно з переписом 2010 року, у місті мешкало 21 457 осіб у 7708 домогосподарствах у складі 5517 родин. Було 8190 помешкань
Расовий склад населення:
| - 83,5 % — білих - 6,4 % — азіатів - 4,5 % — чорних або афроамериканців - 0,1 % — корінних американців - 2,8 % — осіб інших рас |

До двох чи більше рас належало 2,6 %. Частка іспаномовних становила 13,3 % від усіх жителів.
За віковим діапазоном населення розподілялося таким чином: 29,0 % — особи молодші 18 років, 59,1 % — особи у віці 18—64 років, 11,9 % — особи у віці 65 років та старші. Медіана віку мешканця становила 39,7 року. На 100 осіб жіночої статі у місті припадало 96,8 чоловіків;  на 100 жінок у віці від 18 років та старших — 92,0 чоловіків також старших 18 років.
Середній дохід на одне домашнє господарство  становив 215 515 доларів США (медіана — 129 583), а середній дохід на одну сім'ю — 261 250 доларів (медіана — 167 336). Медіана доходів становила 113 700 доларів для чоловіків та 81 528 доларів для жінок. За межею бідності перебувало 4,2 % осіб, у тому числі 3,8 % дітей у віці до 18 років та 4,3 % осіб у віці 65 років та старших.
Цивільне працевлаштоване населення становило 10 338 осіб. Основні галузі зайнятості: фінанси, страхування та нерухомість — 21,3 %, освіта, охорона здоров'я та соціальна допомога — 19,8 %, науковці, спеціалісти, менеджери — 17,1 %.

## Відомі особистості
В поселенні народилась:
- Маргарита Курто (1897—1986) — американська актриса німого кіно.
- Ме́рі Луї́з «Ме́ріл» Стріп (* 1949) — американська акторка театру, кіно та телебачення, співачка.